# 利伯蒂 (密西西比州)
利伯蒂（Liberty）是美国密西西比州阿米特县的县治所在，根据2000年美国人口普查，共有633人，其中白人占74.25%、非裔美国人占24.17%。